# Elizabeth Berkley
Elizabeth Berkley (Farmington Hills, Míchigan, 28 de julio de 1972) es una actriz de cine, teatro y televisión estadounidense, recordada por su papel de Jessie Spano en la serie Salvados por la campana, por su papel protagonista de Nomi Malone en la película de Paul Verhoeven Showgirls y por su papel de Julia Winston en algunos capítulos de la serie CSI: Miami.

## Biografía
Berkley nació en Farmington Hills, un suburbio del Condado de Oakland, en Míchigan y creció en Detroit. Es judía y descendiente de alemanes.
Estudió en el North Farmington High School y se graduó en 1990. Desde pequeña demostró ser excelente bailarina. Practicaba desde pequeña en un club de baile que le construyeron sus padres en el sótano de su casa.[cita requerida] En 1982 a los 10 años de edad, se presentó para el papel principal de la película Annie, pero no lo obtuvo debido a que era pequeña de estatura. Su amor por el baile la llevó a Nueva York, donde continuó entrenando con otros bailarines y coreógrafos. Tomó parte en algunos ballets como El lago de los cisnes en 1983 e incluso fue protagonista en algunos musicales.

## Carrera
Berkley empezó más como modelo juvenil que como actriz. Hizo su debut en pantalla en 1987 en la película para televisión Frog y después realizó algunas apariciones en otros shows.
En 1989 a los diecisiete hizo una audición prueba para el papel de Kelly en Salvados por la campana. A pesar de que el personaje fue otorgado a Tiffani-Amber Thiessen a los productores les gustó mucho su forma de actuar y crearon para ella el personaje de Jessie, una chica inteligente y decididamente feminista. Interpretó este papel desde 1989 hasta 1993 y en el telefilme de 1994, Salvado por la campana: Boda en Las Vegas, siendo el último proyecto de la serie que reunió a todos sus protagonistas originales. La serie fue cancelada seis años después.
Después de dejar su personaje que le dio fama, Berkley audicionó y finalmente ganó (derrotando a actrices como Jenny McCarthy, Denise Richards y Charlize Theron) el papel de Nomi Malone, personaje principal de la película del director Paul Verhoeven Showgirls (1995). La película fue un gran fracaso de público y de crítica inicialmente, pero a largo plazo terminó siendo un éxito comercial en formato VHS, por alquiler en videoclubes.
Después de este papel protagonista en Showgirls, Berkley decidió participar en papeles pequeños para filmes de calidad, buscando otro gran papel protagonista que no terminó de llegar. En este periodo apareció en un pequeño papel en la película The First Wives Club al lado de Diane Keaton, Goldie Hawn y Bette Midler, así como en filmes de Woody Allen (La maldición del escorpión de jade) y Oliver Stone (Any Given Sunday).
En 2008 firmó para interpretar un papel en la serie CSI: Miami. Su personaje Julia Winston es la exnovia del Teniente Horatio Caine (David Caruso). Los episodios donde ella apareció fueron de alta audiencia. Desde entonces apareció en toda la sexta temporada y finalmente confirmó su aparición para la séptima temporada.
En 2009 interpretó a Kelly Wentworth en la serie de Showtime The L Word. Berkley interpretaba a un antiguo amor no correspondido de Bette (Jennifer Beals).

## Filmografía

### Películas
| Año  | Título                                  | Papel                           | Notas              |
| ---- | --------------------------------------- | ------------------------------- | ------------------ |
| 1987 | Frog                                    | Kathy                           | Película para TV   |
| 1988 | Platinum Blonde                         |                                 | Cortometraje       |
| 1992 | Saved by the Bell: Hawaiian Style       | Jessie Spano                    | Película para TV   |
| 1994 | Molly & Gina                            | Kimberly Sweeny                 |                    |
| 1994 | Bandit: Bandit Goes Country             | Beth                            | Película para TV   |
| 1994 | Saved by the Bell: Wedding in Las Vegas | Jessie Spano (Cameo)            | Película para TV   |
| 1995 | White Wolves II: Legend of the Wild     | Crystal                         |                    |
| 1995 | Showgirls                               | Nomi Malone                     |                    |
| 1996 | The First Wives Club                    | Phoebe LaVelle                  |                    |
| 1997 | A Time to Revenge                       | Tiffany Whittmar                | Escenas eliminadas |
| 1997 | Armitage III                            | Naomi Armitage (voz)            | Vídeo              |
| 1997 | The Real Blonde                         | Tina                            |                    |
| 1998 | Random Encounter                        | Alicia 'Allie' Brayman          |                    |
| 1999 | Taxman                                  | Nadia Rubakov                   |                    |
| 1999 | África                                  | Barbara Craig                   |                    |
| 1999 | Last Call                               | Helena                          |                    |
| 1999 | Tail Lights Fade                        | Eve                             |                    |
| 1999 | Any Given Sunday                        | Mandy Murphy                    |                    |
| 2000 | Becoming Dick                           | Maggie                          | Película para TV   |
| 2001 | La maldición del escorpión de jade      | Jill                            |                    |
| 2001 | The Elevator                            | Celeste                         | Película para TV   |
| 2001 | The Shipment                            | Candy Colucci                   |                    |
| 2002 | Cover Story                             | Samantha Noble                  |                    |
| 2002 | Roger Dodger                            | Andrea                          |                    |
| 2003 | Detonator                               | Jane Dreyer                     |                    |
| 2003 | Moving Malcolm                          | Liz Woodward                    |                    |
| 2003 | Control Factor                          | Karen Bishop                    | Película para TV   |
| 2003 | Student Seduction                       | Christie Dawson                 | Película para TV   |
| 2008 | Meet Market                             | Linda                           |                    |
| 2008 | The Butler's in Love                    | Angelique                       | Cortometraje       |
| 2008 | Black Widow                             | Olivia Whitfield / Grace Miller | Película para TV   |
| 2009 | Women in Trouble                        | Tracy                           |                    |
| 2009 | S. Darko                                | Trudy                           |                    |
| 2011 | Lucky Christmas                         | Holly Ceroni                    | Película para TV   |

### Televisión
| Año       | Título                                 | Papel                         | Notas                                         |
| --------- | -------------------------------------- | ----------------------------- | --------------------------------------------- |
| 1986      | Gimme a Break!                         | Chica N.º 1                   | Episodio: "Getting to Know You"               |
| 1986      | Silver Spoons                          | Melissa                       | Episodio: "Rick Moves Out"                    |
| 1988      | Day by Day                             | Lisabeth                      | Episodio: "Girl Wars"                         |
| 1989–1993 | Saved by the Bell                      | Jessica 'Jessie' Myrtle Spano | 75 episodios                                  |
| 1990      | The Hogan Family                       | Ashley                        | Episodio: "California Dreamin': Partes 1 & 2" |
| 1990      | Married People                         | Isabel                        | Episodio: "Once More with Passion"            |
| 1990      | Life Goes On                           | Selena                        | Episodio: "La Dolce Becca"                    |
| 1992      | Raven                                  | Deborah                       | Episodio: "The Death of Sheila"               |
| 1992      | Step by Step                           | Lisa Morgan                   | Episodio: "J.T.'s World"                      |
| 1992      | Baywatch                               | Courtney Bremmer              | 2 episodios                                   |
| 1993      | Crossroads                             | Jen                           | Episodio: "Paradise Found"                    |
| 1994      | Diagnosis: Murder                      | Shannon Thatcher              | Episodio: "Flashdance with Death"             |
| 1994      | Burke's Law                            | Heather Charles               | Episodio: "Who Killed the Beauty Queen?"      |
| 1997      | Perversions of Science                 | Ruth                          | Episodio: "Planely Possible"                  |
| 1999      | Brother's Keeper                       | Amy                           | Episodio: "You Are Me"                        |
| 2000      | Jack & Jill                            | Gabi                          | Episodio: "Under Pressure"                    |
| 2000      | NYPD Blue                              | Nicole Graf                   | 2 episodios                                   |
| 2001–2002 | Titus                                  | Shannon                       | 3 episodios                                   |
| 2002      | The Twilight Zone                      | Marisa Sanborn                | Episodio: "Sanctuary"                         |
| 2003      | CSI: Crime Scene Investigation         | Renée                         | Episodio: "Lady Heather's Box"                |
| 2004      | Without a Trace                        | Lynette Shaw                  | 2 episodios                                   |
| 2005      | Threshold                              | Christine Polchek             | Episodio: "Progeny"                           |
| 2006      | Law & Order: Criminal Intent           | Danielle Quinn                | Episodio: "Dollhouse"                         |
| 2008–2009 | CSI: Miami                             | Julia Winston                 | 9 episodios                                   |
| 2009      | The L Word                             | Kelly Wentworth               | 4 episodios                                   |
| 2013      | Dancing with the Stars                 | Ella misma                    | 14 episodios                                  |
| 2014      | Melissa & Joey                         | Doctora Kathryn Miller        | 1 episodio                                    |
| 2015      | Dinner at Tiffani's                    | Ella misma                    | "Girl's Night In"                             |
| 2015      | The Tonight Show Starring Jimmy Fallon | Jessie Spano                  | 1 episodio                                    |
| 2016      | New Girl                               | Becky Cavatappi               | Episodio: "The Apartment"                     |
| 2020      | Saved by the Bell                      | Jessie Spano                  | Papel recurrente                              |